# The Forbidden Love E.P.
The Forbidden Love E.P. är Death Cab for Cuties debut-EP, släppt den 24 oktober 2000 på Barsuk Records.

## Låtlista
1. "Photobooth" – 3:46
2. "Technicolor Girls" – 3:38
3. "Song for Kelly Huckaby" – 3:51
4. "405" – 2:59 (Acoustic Version)
5. "Company Calls Epilogue" – 5:22 (Alternate Version)